# علی نیلی
علی نیلی (زاده ۱۳۵۷) داور بین‌المللی تنیس اهل ایران است. او از معدود داورانی به شمار می‌رود که دارای نشان طلای داوری و نشان طلای سرداوری تنیس است. نیلی در انتهای فصل ۲۰۱۹ از دنیای داوری اعلام بازنشستگی کرد.

نیلی اولین داور نشان طلای سرداوری تنیس در آسیا به شمار می‌رود.
در تیرماه ۱۳۹۴ نیلی به عنوان داور مسابقه نهایی تنیس ویمبلدون ۲۰۱۵ لندن بین نوواک جوکوویچ و راجر فدرر انتخاب شد. وی نخستین ایرانی در تاریخ تنیس است که حضور در مسابقه فینال انفرادی یک گرنداسلم را تجربه می‌کند.
وی کارمند بخش فناوری اطلاعات انجمن تنیس حرفه‌ای است.